# 濃越同盟
濃越同盟（のうえつどうめい）は、元亀3年（1572年）11月20日に締結された美濃岐阜城主・織田信長と越後春日山城主・上杉謙信の軍事同盟である。

## 概要

### 織田氏・上杉氏の関係と地域情勢
戦国期の東国・中央情勢において、東国では甲斐国の武田氏、相模国の後北条氏、駿河国の今川氏が甲駿相三国同盟を形成し、武田・後北条氏は同盟を背景に北信・北関東において越後上杉氏と敵対していた。一方、尾張国の織田氏は永禄8年に将軍足利義昭を奉じて上洛すると義昭を通じて諸大名との外交を展開し、甲斐の武田信玄とは同盟関係を築き、越後上杉氏と接触していた。
甲斐武田氏と越後上杉氏の北信を巡る川中島の戦いは永禄4年の第四次合戦を契機に収束し、永禄12年末には織田氏の同盟相手である三河の徳川家康と協調して駿河今川領国への侵攻を開始し（駿河侵攻）、相模後北条氏との関係破綻も招いた。後北条氏は駿河侵攻後に武田と手切となった家康に加え越後上杉氏との和睦・同盟を持ちかけ（越相同盟）、武田氏に対抗する。
武田氏はこれに対して信長・将軍義昭との関係を通じて対抗を図り、越後上杉氏との和睦を開始し（甲越和与）、越相同盟を妨害する。越相同盟は上杉・北条両者の不和から成立せず、元亀2年（1571年）末には武田・北条間の甲相同盟が回復する。
甲相同盟を背景に武田氏は遠江・三河方面への侵攻を開始し、三河徳川氏と敵対する。信長はこのころ殿中御掟などの政治方針をめぐって将軍義昭と対立し、義昭は信長打倒を画策した武田氏や越前の朝倉義景、本願寺や北近江の国衆である浅井長政らを糾合して信長包囲網を結成した。
元亀3年、信長は甲越和与のため奔走していたが、信玄は10月初旬に将軍義昭に応じた三河・織田領への軍事的侵攻（西上作戦）を開始し、上杉謙信に対しては石山本願寺や神保氏・椎名氏ら越中の諸将を調略して反乱を起こさせた（越中大乱）。これにより謙信は越中に釘付け状態となった。
当時、織田軍は浅井・朝倉のほか、三好義継・松永久秀ら畿内の諸将による反乱鎮圧にも当たることを余儀なくされ、各地に軍を分散しており、武田軍に当たる余力は無かった。遠江の徳川家康も10月中旬に一言坂の戦いで大敗し、独力で武田軍に対抗することは不可能であった。
信玄の行動に危機感を抱いた織田信長は上杉氏に対して協力をもちかけ、軍事同盟を締結するに至るのである。

### 同盟の締結
同盟は元亀3年（1572年）11月20日、織田信長が、上杉謙信が派遣した使者である長景連の面前で熊野午王の誓紙に血判を押し、さらに自分の息子を越後に人質として送ることで締結された。
- 「長与市（景連のこと）参着。信長則ち公（謙信）の諜書を被閲し、景連に会面して、渠が眼前に於て牛王宝印を翻し、血判をそそぎて返簡をわたさる」（北越軍談）。

ただし、この同盟は対等な同盟ではない。相質（人質交換）をしておらず、信長だけが上杉氏に人質を差し出している謙信優位の軍事同盟であった。

### 同盟の終焉
武田氏の西上作戦は元亀4年（1573年）4月に信玄死去により撤兵され収束する。
濃越同盟はその後も継続され、信長は上杉氏に対して贈答品を送っている（南蛮式のマントなど）。
天正4年（1576年）には安芸国毛利氏のもとに亡命していた足利義昭による反信長勢力の糾合に応じ、本願寺は信長に対して挙兵（石山合戦）。長島・越前と壊滅して追いつめられていた本願寺の顕如は、信長に対抗するため謙信の祖父・長尾能景時代から敵対関係にあった上杉氏との和睦を模索する。同年5月に義昭は上杉・武田・北条三者の和睦を調停し（甲相越一和）、三和は失敗に終わるが織田・上杉間の関係は多く変化する。
北陸の一向門徒らも謙信に助力を求めたため、同年5月18日に謙信と顕如は和睦し、同盟を結んだ（『上越市史』別編（上杉氏文書集） - 1289号）。これにより、濃越同盟は消滅し、謙信と信長は敵対関係になったのである。